# 마가렛 린제이
마가렛 린제이(Margaret Lindsay, 1910년 9월 19일 ~ 1981년 5월 9일)는 미국의 배우, 영화배우이다.

## 영화
- 태미 앤 더 닥터 (1963년)
- 제발 데이지는 먹지 마세요 (1960년)
- 보텀 오브 더 보틀 (1956년)
- BF의 딸 (1948년)
- 약탈자 (1942년)
- 데어 댓 우먼 어게인 (1939년)
- 제저벨 (1938년)
- 댄저러스 (1935년)
- 베이비 페이스 (1933년) - 앤 카터 역
- 더 월드 체인지 (1933년)
- 캐벌케이드 (1933년)